# Los Angeles Skyhawks
O Los Angeles Skyhawks foi um clube de futebol profissional com sede em Los Angeles, Califórnia, que era membro da American Soccer League.

## História
Fundado como parte da expansão da American Soccer League para a costa oeste em 1976, foi a primeira equipe esportiva profissional a ser baseada na área de San Fernando Valley, em Los Angeles. A ASL, sob o comando do comissário Bob Cousy, havia se expandido na tentativa de competir com a North American Soccer League Entrando na liga com os Skyhawks estavam os Oakland (mais tarde Golden Bay) Buccaneers, Tacoma Tides, Sacramento Spirits e os Utah Pioneers (mais tarde Golden Spikers). Essas equipes formaram a Divisão Oeste, enquanto a Divisão Leste tinha as equipes estabelecidas New York Apollo, Connecticut Yankees, Rhode Island Oceaneers, Chicago Cats, New Jersey Americans e Cleveland Cobras .
Os Skyhawks jogaram seus jogos no Birmingham High School Stadium nas temporadas de 1976 e 1977. Na época, Birmingham era o maior estádio do Vale de São Fernando, com capacidade para 10.000, e estava localizado no centro. Muitos dos jogadores comentaram que as condições do campo e a iluminação eram melhores do que em muitos estádios europeus de divisões inferiores. Depois de 1977, os Skyhawks mudaram-se para o Shephard Stadium da Los Angeles Pierce Community College.